# Enispa lycaugesia
Enispa lycaugesia är en fjärilsart som beskrevs av George Francis Hampson 1910. Enispa lycaugesia ingår i släktet Enispa och familjen nattflyn. Inga underarter finns listade i Catalogue of Life.